# 陈自力
陈自力（1953年7月—），汉族，广东怀集人，中华人民共和国政治人物，第十一届全国政协委员、第十二届全国政协委员。
加入中国民主促进会，担任十一届全国政协常务委员、民进中央常委、广西壮族自治区委主委。2008年，当选第十一届全国政协常务委员，代表中国民主促进会，分入第九组。